# La tata
La tata (The Nanny) è una serie televisiva statunitense che venne trasmessa in prima visione nel paese d'origine dalla rete televisiva CBS dal 1993 al 1999.
La sitcom, composta da sei stagioni per un totale di 146 episodi, è diventata un cult televisivo e ha ricevuto 11 candidature ai Primetime Emmy Award, vincendone uno nel 1995 per i migliori costumi.

## Trama
Dopo essere stata licenziata e lasciata dal suo datore di lavoro, Francesca Cacace (Fran Fine in lingua originale) bussa alla porta della famiglia Sheffield per vendere cosmetici. Il padrone di casa, Maxwell Sheffield, rimasto vedovo, la assume come tata per i suoi tre figli. Sarà l'inizio di una nuova vita per tutti gli Sheffield, che, da un giorno all'altro, si ritroveranno a dover gestire ed amare la nuova bambinaia e a conoscere la sua strampalata e invadente famiglia polacca ebraica (originaria di Frosinone nell'edizione italiana del doppiaggio).

## Episodi
| Stagione         | Episodi | Prima TV originale | Prima TV Italia |
| ---------------- | ------- | ------------------ | --------------- |
| Prima stagione   | 22      | 1993-1994          | 1995            |
| Seconda stagione | 26      | 1994-1995          | 1995            |
| Terza stagione   | 27      | 1995-1996          | 1997            |
| Quarta stagione  | 26      | 1996-1997          | 1998            |
| Quinta stagione  | 23      | 1997-1998          | 1999            |
| Sesta stagione   | 22      | 1998-1999          | 2000            |

### Episodi speciali
Il 6 dicembre 2004 è andato in onda sul canale Lifetime lo speciale The Nanny Reunion: A Nosh to Remember, dove tutto il cast, con la sola eccezione di Daniel Davis, si è riunito in occasione di una cena a casa di Fran Drescher, in cui appaiono anche i genitori della Drescher.

## Personaggi
- Francesca Cacace, nell'originale Fran Fine, interpretata da Fran Drescher, doppiata da Lorenza Biella.[1]
È la protagonista della serie. Francesca è trentenne di origini ciociare ed è cattolica (mentre nell'edizione originale è di famiglia ebraica), che si trova catapultata dal Queens in una villa dell'alta borghesia di Manhattan. Con la sua verve riuscirà a conquistare tutta la famiglia Sheffield.
- Maxwell Beverly Sheffield, interpretato da Charles Shaughnessy, doppiato da Gianni Giuliano.[1]
Maxwell è un noto impresario di Broadway e produttore, padre di tre figli e vedovo. Da tempo trasferitesi negli Stati Uniti dal Regno Unito, l'uomo vive in un lussuoso appartamento di due piani, con i tre figli e il maggiordomo Niles.
- Niles, interpretato da Daniel Davis, doppiato da Mino Caprio.[1]
Di mezza età, con poche esperienze sessuali alle spalle e con una voce melodiosa, Niles non è solo il maggiordomo di casa Sheffield, ma anche il confidente del padrone di casa, con il quale ha un rapporto molto aperto e poco rispettoso delle barriere sociali. All'arrivo di Francesca, legherà subito con lei, dimostrandole spesso di trovarla molto attraente.
- Margaret "Maggie" Sheffield, interpretata da Nicholle Tom, doppiata da Paola Valentini.[1]
Maggie è la figlia maggiore. Inizialmente molto insicura, con l'andare del tempo e grazie alla vicinanza di Francesca, diventerà una ragazza con una buona autostima.
- Brighton Milhouse Sheffield, interpretato da Benjamin Salisbury, doppiato da Joyce Leoni (st. 1-3) e da Simone Crisari (st. 4-6).[1]
Brighton è l'unico figlio maschio nonché il figlio di mezzo. Dapprima pungente, dispettoso e viziato, troverà in Francesca un degno "avversario". Con la tata condividerà un rapporto molto particolare, tanto che la donna diventerà per lui una sostituta materna.
- Grace "Gracie" Sheffield, interpretata da Madeline Zima, doppiata da Alida Milana.[1]
Grace è la figlia minore di Maxwell e la sua defunta moglie. Molto introversa e dotata di grande acutezza, la piccola ha molto sofferto la perdita della madre, tanto da essere seguita inizialmente da un terapeuta. Con l'arrivo di Francesca, i suoi problemi relazionali si risolveranno, facendola diventare una bimba più solare, estroversa e teatrale che prenderà come modello la tata, tanto da assumere, spesso in modo imitativo, i suoi stessi atteggiamenti.
- Chiara Castità, nell'originale Chastity Claire, anche detta C.C. Babcock, interpretata da Lauren Lane, doppiata da Paila Pavese.[1]
C.C. Babcock è l'assistente del signor Sheffield. Da sempre innamorata senza essere corrisposta di lui (anche quando la sua prima moglie Sarah era viva), all'arrivo di Francesca la prenderà subito in antipatia perché intimorita dal fatto possa diventare una sua rivale in amore.

## Produzione
La serie è stata creata, prodotta e scritta da Fran Drescher e dall'allora marito Peter Marc Jacobson. La Drescher ha inserito nella serie molti riferimenti alla sua vita reale: i nomi dei genitori della tata, Morty e Sylvia (nell'originale), sono i nomi dei suoi genitori (che tra l'altro partecipano a diversi episodi in ruoli minori). Anche il cane Chester (Castagna nell'adattamento italiano), che nella serie è il cane di C.C. Babcock, è della Drescher.

## Colonna sonora
La sigla de La tata è costituita dal tema originale The Nanny named Fran interpretata da Ann Hampton Callaway.

## Distribuzione

### Distribuzione originale
La serie è composta da un totale di 146 episodi, raggruppati in sei stagioni andate in onda originariamente negli Stati Uniti tra il 1993 e il 1999.

### Edizione italiana
In Italia è stata trasmessa dal 1995 su Canale 5, poi dal 1998 su Italia 1. Dal 2018 è trasmessa dalle emittenti Paramount Channel e VH1. Il doppiaggio italiano della serie è stato curato da Elena Sansonetti per Mediaset (non accreditata nei titoli di coda). La direzione del doppiaggio, eseguito presso Studioimmagine, è stata affidata a Guido Leoni fino alla stagione 5. Nella stagione 6 è stata invece affidata a Massimo Corizza e Lorenza Biella. Questo cambiamento ha causato alcuni piccoli errori di incoerenza nella storia. La traduzione degli episodi non ha infatti tenuto conto di alcune delle modifiche alla trama originale a cui Leoni aveva dato vita, portando così alla scoperta di alcuni avvenimenti che nella versione italiana erano stati eliminati o taciuti.
L'edizione italiana della serie ha subito una radicale modifica in merito alle origini e ai nomi dei personaggi, per opera del direttore del doppiaggio Guido Leoni. In particolare quelle della protagonista e della sua famiglia, che da ebrea del Queens è divenuta italiana originaria di Frosinone e cattolica, che si è trasferita negli Stati Uniti presso gli zii Assunta e Antonio. Infatti Sylvia, la madre di Fran, è divenuta la zia Assunta, e Yetta, in origine la nonna di Fran e madre di Sylvia, diviene la zia Yetta. Sono stati inoltre stravolti dialoghi e battute, riferite alla cultura ebraica o a personaggi celebri, sostituendoli con riferimenti alla cultura italiana e alle celebrità del nostro paese. Si generano così forti incoerenze e si trovano riti e simboli ebraici fatti passare per riti e simboli della cultura italiana e cattolica, come ad esempio la circoncisione; i bar mitzvah; i tradizionali matrimoni ebraici con la rottura del bicchiere e i balli sulle sedie; la chanukkiyah, un candeliere ebraico, che qui appare in tutte le puntate "natalizie", mentre gli ebrei, che ovviamente non festeggiano il Natale, celebrano invece Chanukkah. 
Queste modifiche sono state particolarmente impattanti sulla serie e, al contrario di altre serie televisive doppiate in italiano, una delle maggiormente controverse. Le ragioni di tale adattamento sono di natura prettamente commerciale, dato che si temeva che gli stereotipi sulle persone che vivono in determinati quartieri di New York non venissero compresi dal pubblico italiano e di conseguenza non avrebbero suscitato ilarità e la serie non avrebbe avuto successo, spingendo quindi i doppiatori ad adattarla alla cultura italiana. Altri adattamenti, che non trovano comunque giustificazione in questa necessità di localizzare la serie, come ad esempio il passaggio della madre di Fran, Sylvia, alla zia di Francesca, Assunta. Secondo Susanna Sacconi, autrice di una tesi sull'adattamento italiano della serie, ciò sarebbe dovuto ai riferimenti continui che la protagonista fa alla propria vita sessuale, considerati inappropriati in una relazione madre-figlia tradizionale italiana.

## Remake
In molti altri paesi sono state elaborate versioni locali, interamente ricreate con cast e trame nuove. Nei paesi ispanofoni la serie è stata ricreata e trasformata in una sorta di telenovela, come ad esempio: La Niñera, serie argentina, girata a Buenos Aires; La Niñera, serie ecuadoriana, girata a Guayaquil; La Niñera, serie messicana, girata a Città del Messico; La Nany, serie cilena, girata a Santiago del Cile.
Oltre alle più famose versioni ispanofone, esistono anche le versioni: Η Νταντά, serie greca; De Neny, serie indonesiana; Niania, serie polacca, girata a Varsavia.
Di tutte le versioni internazionali de La Tata, la più nota è la versione russa, My Fair Nanny, girata a Mosca e composta da 173 episodi, più della versione originale statunitense.

## Riconoscimenti (parziale)
- Golden Globe
  - 1996 - Candidatura alla miglior attrice in una serie commedia o musicale a Fran Drescher
  - 1997 - Candidatura alla miglior attrice in una serie commedia o musicale a Fran Drescher
- American Comedy Awards
  - 1996 - Candidatura all'interprete femminile più divertente in una serie TV (ruolo principale) in rete, via cavo o in syndication a Fran Drescher
- BMI Film & TV Award
  - 1996 - BMI TV Music Award a Timothy Thompson
- Image Award
  - 1999 - Candidatura alla miglior attrice non protagonista in una serie commedia a Whoopi Goldberg
- Primetime Emmy Awards
  - 1995 - Miglior costumista di una serie televisiva a Brenda Cooper per l'episodio Campionesse di canasta
  - 1995 - Candidatura alla miglior regista in una serie commedia per a Lee Shallat Chemel per l'episodio Campionesse di canasta
  - 1995 - Candidatura al miglior acconciatura per una serie televisiva a Dugg Kirkpatrick per l'episodio Investimenti incauti
  - 1996 - Candidatura alla miglior attrice protagonista in una serie commedia a Fran Drescher
  - 1996 - Candidatura alla miglior attrice non protagonista in una serie commedia a Renée Taylor
  - 1997 - Candidatura alla miglior attrice protagonista in una serie commedia a Fran Drescher
  - 1997 - Candidatura ai miglior costumi di una serie televisiva a Brenda Cooper per l'episodio Non c'è Rosie senza spine
  - 1997 - Candidatura ai migliori costumi di una serie televisiva a Shawn Holly Cookson e Terry Gordon per l'episodio Serial killer in casa Sheffield
  - 1998 - Candidatura ai migliori costumi di una serie televisiva a Shawn Holly Cookson e Terry Gordon per l'episodio Mille e una... tata
  - 1998 - Candidatura alla miglior regia luci (elettronica) per una serie comica a James Jansen per l'episodio Questo matrimonio s'ha da fare
  - 1999 - Candidatura ai migliori costumi di una serie televisiva a Shawn Holly Cookson e Terry Gordon per l'episodio Una gravidanza coi fiocchi
- Satellite Award
  - 1997 - Candidatura alla miglior attrice in una serie televisiva, commedia o musicale a Fran Drescher
- TeleVizier-Ring Gala
  - 1999 - Silver TeleVizier-Tulip
- TV Guide Award
  - 2008 - Miglior tata a Fran Drescher